# Projekt Runeberg
Projekt Runeberg blev grundlagt i december 1992 og er et åbent og idealistisk initiativ for at skabe og samle åbne elektroniske udgaver af klassisk nordisk litteratur og kunst. Projektet har sit navn af det amerikanske Project Gutenberg og af Finlands nationaldigter Johan Ludvig Runeberg.
Projektet baserer sig på en begrænsning i ophavsretsloven: 70 år efter udløbet af ophavsretspersonens dødsår udløber ophavsretten, og derefter må enhver udgive værket.
Således er de fleste værker i Projekt Runeberg forfattet af personer, der har været døde i 70 eller længere.
Dog finder man også nyere værker, hvor forfatteren har udgivet bogen under en Creative Commons-licens. Eksempelvis er bogen Åndedrætsterapi fra 1997 udgivet under CC-BY-NC-ND-licensen.
Oprindelig udgav Projekt Runeberg kun værker via e-text (sådan som Projekt Gutenberg endnu gør) via internet-dataprotokollerne Gopher og FTP. Efter få år blev det mest populære dataformat HTML, overført via protokollen HTTP.
I 1998 produceredes fortrinsvis digitale faksimile-udgaver, hvilket betyder, at fotografisk eksakte billeder af hele bogsider publiceredes via web som supplement til den OCR-fortolkede og søgbare tekst. Næste skridt i udviklingen kom i 2003, da den OCR-fortolkede tekst kunne korrekturlæses direkte via webbrowseren i et system, der ikke er meget forskelligt fra wiki. Når en bog er fuldstændig korrekturlæst, publiceres den som e-tekst.
De fleste af værkerne i Projekt Runeberg er svenske, da redaktionen indtil videre kun består af svenskere.[kilde mangler]

### Udvalgte digitale faksimile-udgaver på dansk
- Stefan Ankjær, Geografisk-Statistisk Haandbog
- Arkiv for nordisk filologi
- Georg Brandes, Levned
- Carl Frederik Bricka, Dansk biografisk Lexikon
- P. Hansen, Illustreret dansk Litteraturhistorie
- A.D. Jørgensen, Historiske Afhandlinger, 1898
- Tidsskrift for Physik og Chemi
- Troels Frederik Troels-Lund, Dagligt Liv i Norden i det sekstende Aarhundrede
- Gustav Wied, Mindeudgave
- Fr. Winkel Horn, Den danske Literaturs Historie
- Vilhelm Østergaard, Danske Digtere i det 19de Aarhundrede, 1907
- J.P. Trap, Statistisk-topografisk Beskrivelse af Kongeriget Danmark 3. Udgave 1898-1906 under redaktion af Harald Weitemeyer (påbegyndt 26. april 2012 bd. 1-3)